# Frederico Augusto de Mesquita
Frederico Augusto de Mesquita, barão de Cacequi (Rio Grande, 1822 — Porto Alegre, Brasil, 28 de abril de 1884) foi um militar português.

## Biografia
Filho do Major José Joaquim de Mesquita e de Maria Francisca Feijó de Mesquita, neto paterno de Manuel de Mesquita Espinosa.
Casou-se com D. Maria Nicolácia da Conceição Bezerra e teve 7 filhos: o Marechal Carlos Frederico de Mesquita, Adalberto Frederico de Mesquita, o Tenente-coronel João Frederico de Mesquita, Francisca de Mesquita Telles, Artur Frederico de Mesquita, Alfredo Frederico de Mesquita e o Capitão Eurico Augusto de Mesquita.

## Família
Seu pai, José Joaquim de Mesquita, fora nomeado pela Rainha D. Maria II, cadete do Regimento de Cavalaria da Alcântara, no posto de alferes de Dragões, na Capitania de Minas Gerais. 
Suas tias paternas, irmãs de seu pai, D. Ana José de Mesquita, e D. Mariana Victória de Mesquita, estavam casadas, respetivamente, com dois irmãos, o Secretario de Estado da Marinha Portuguesa, Francisco Maximiliano de Sousa, e com o Tenente-General do Exército Português, João José Ferreira de Sousa.

## Carreira Militar
- Comandante do Exército da Guerra do Paraguai;
- Comandante da fronteira de Rio Grande;
- Inspetor dos Corpos de Infanteria da Província de Rio Grande;
- Marechal-de-Campo.

## Distinções
- Barão de Cacequi (Título criado por D. Pedro II, Imperador do Brasil, por decreto de 07 de julho de 1883).